# Segel
Ein Segel (von althochdeutsch segal, wohl ursprünglich: abgeschnittenes Tuchstück) ist ein Tuch, das dem Antrieb von Fahrzeugen durch den Wind dient.
Je nach Konstruktion und Funktion werden Segel in verschiedene Gruppen eingeteilt. Die beiden Hauptgruppen heißen Rahsegel und Schratsegel. Segel bewegen ein Fahrzeug durch Ausnutzen des Winddrucks. Er wirkt als Druck auf der dem Wind zugewandten Seite und als Zug oder Sog auf der dem Wind abgewandten Seite. Die Kräfte der beiden Seiten wirken zusammen. Segelfahrzeuge können mittels entsprechender Segelstellung auch schräg gegen den Wind fahren.
Beim Material der Segeltuche gab es markante Entwicklungsschritte. Während Segel früher aus pflanzlichen Geweben und später aus gewebten Kunstfasern gefertigt wurden, kommen gegenwärtig auch Laminatsegel auf der Basis von Kunststofffolien zum Einsatz.

## Entwicklungsgeschichte

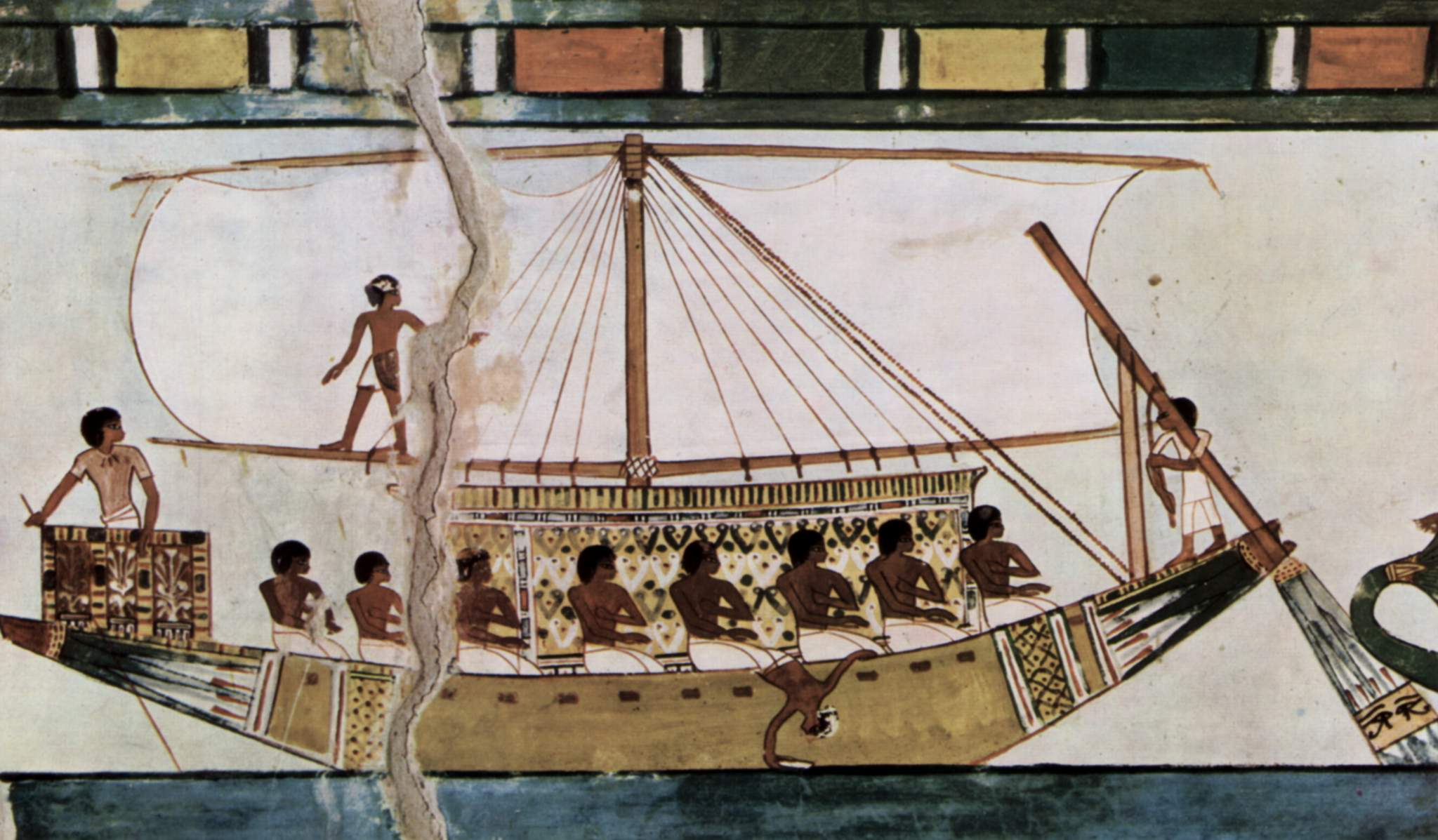
Ägyptisches Segelschiff mit einem Rahsegel (Wandbild um 1422–1411 v. Chr.)

Ein stetes Hauptmotiv in der langen Entwicklungsgeschichte des Segelschiffs war das Bemühen, das Segeln nicht nur sicherer und zuverlässiger zu gestalten, sondern auch die Naturkräfte effektiver auszunutzen und dadurch schneller voranzukommen. Die zunehmenden Anforderungen an die Beherrschung von Wasser und Wind auch unter ungünstigen Bedingungen und die Spezialisierung der Schifffahrt zu Zwecken des Fischfangs, des Transports oder der militärischen Expansion erforderten dabei nicht nur neuartige Konstruktionen von Booten und Schiffen, sondern auch die ständige Entwicklung und Verbesserung ihres Antriebs. Die Ausnutzung der Windenergie durch Segel erwies sich dabei gegenüber dem nur durch Rudern vorangetriebenen Schiff als vorteilhaft, auch wenn es dieses über lange Zeit nicht vollständig ersetzen konnte. Die zumeist empirisch gewonnenen Erkenntnisse über die Verwendung von Segeln und ihre Verbesserung brachten den Beruf des Segelmachers hervor, der sich auf die Verarbeitung der jeweils verfügbaren Rohstoffe zu geeigneten Tuchen spezialisierte. Erst in den letzten rund einhundert Jahren gelang es, die Physik des Segelns auf wissenschaftlicher Grundlage zu klären und, zusammen mit der Entwicklung und Verwendung von Kunststoffen, erneut wesentliche technologische Fortschritte zu erzielen. Zwischenzeitlich haben sich jedoch kulturübergreifend eine Reihe von Segelmaterialien und -formen bewährt, die bis heute im Einsatz sind.
Die erste bekannte Darstellung eines Segels ist auf einer ägyptischen Totenurne aus Luxor aus der Zeit 5000 v. Chr. zu finden. Vornehmlich für die Fahrt auf dem Nil, aber auch für Fahrten über das Mittelmeer und das Rote Meer nutzten die Ägypter Schiffe mit einem Mast und einem großen Rahsegel.
Die Entwicklung der Segelformen war mit der Entwicklung der Schiffsrümpfe eng verknüpft. In frühen Zeiten, in denen der unter Wasser liegende Teil des Schiffsrumpfs noch flach (der Lateralplan also klein) war, wurden Schiffe durch seitlich wirkende Kräfte leicht abgetrieben. Daher konnte der Wind nur genutzt werden, wenn er möglichst von achtern (hinten) auf das Schiff einfiel.

Lateinersegel gehören zu den ersten Schratsegeln

Mit der Vergrößerung des Lateralplans durch Kiel und Schwert, die ein seitliches Abtreiben des Schiffs wirksam verringerten, war es möglich, auch andere Segelformen zu verwenden. Im 2. Jahrhundert v. Chr. kamen in der griechisch-römischen Schifffahrt mit den Sprietsegeln die ersten Schratsegel auf. In der Spätantike (2.–4. Jahrhundert n. Chr.) folgte das Lateinersegel, das – zunächst auf kleineren römischen Wasserfahrzeugen eingesetzt – bis zum Übergang zum Mittelalter das Rahsegel fast vollständig aus dem Mittelmeer verdrängte. Sprietsegel und Lateinersegel waren die ersten Segel, die nicht mehr quer, sondern in Richtung der Schiffslängsachse geführt wurden (Schratsegel). Damit war es erstmals möglich, schräg gegen den Wind zu segeln und Raum nach Luv zu gewinnen.
Aus dem Lateinersegel entwickelte sich über das Luggersegel im 17. Jahrhundert das Gaffelsegel. Aus diesem wiederum entstand im 19. Jahrhundert das bis heute übliche, dreieckige Hochsegel, das günstige Am-Wind-Kurse ermöglicht.
Weiterentwicklungen in Bezug auf Typenvielfalt und Material der Segeltuche erfuhren die Segel ab Mitte des 19. Jahrhunderts durch prestigeträchtige Segelregatten, wie etwa den America’s Cup. Heute stehen nicht nur Rennyachten, sondern auch Fahrtenyachten und -booten eine Vielzahl von Segeltypen und -materialien für alle Windrichtungen und Windstärken zur Verfügung.

## Einteilung und Definitionen
Segel werden – je nach Konstruktion und Verwendung – verschiedenen Segelgruppen zugeordnet. So fällt beispielsweise die Fock einer Jolle in die Gruppen Schratsegel, Stagsegel, Hauptsegel und Vorsegel. Die Zugehörigkeit zu einer Gruppe (beispielsweise Hauptsegel) schließt die Zugehörigkeit zu anderen Gruppen (wie Vorsegel) nicht aus.
- Rahsegel sind viereckige Segel, die an einer waagrechten, am Schiffsmast quer zur Schiffslängsrichtung angeschlagenen Stange (der Rah), befestigt sind. Sie sind die ältesten bekannten Segel. Man sieht sie heute praktisch nur noch auf traditionell geriggten Schiffen. Der Vorteil dieser Segel liegt in ihrer einfachen Herstellbarkeit und in ihren guten Eigenschaften auf Vor- und Raumwind-Kursen.

Stagsegel

- Schratsegel sind drei- oder viereckige Segel, die in Schiffslängsrichtung gesetzt werden. Die modernen Schratsegel sind mit ihrem Vorliek (der Vorderkante) in der Mittschiffsebene am Mast oder einem Stag befestigt. In letzterem Fall werden sie auch als Stagsegel bezeichnet. Der große Vorteil dieser Segel ist, dass mit ihnen schräg gegen den Wind gesegelt werden kann. Die Befestigung am Stag erfolgt heute zumeist über Stagreiter oder über ein im Segel eingenähtes Liektau, welches in die Nut eines Profilstags eingeführt wird.
- Hauptsegel oder Arbeitssegel werden die normalerweise am Wind gesetzten Segel genannt, die zur Grundausstattung des jeweiligen Boots bzw. Schiffs gehören. Bei einer Ketsch oder Yawl sind dies beispielsweise Fock, Groß- und Besansegel.
- Beisegel werden jene Segel genannt, die anstatt oder zusätzlich zu den Hauptsegeln gefahren werden. Sie werden bei besonderen Windbedingungen (Leichtwind oder Sturm) oder bei bestimmten Kursen zum Wind gesetzt. Eines der bekanntesten Beisegel ist der Spinnaker.
- Als Vorsegel werden bei mehrmastigen Segelschiffen alle Segel bezeichnet, die sich vor dem Großmast oder am Bugspriet befinden. Bei einer slupgetakelten Segelyacht sind dies beispielsweise Fock, Genua und Spinnaker.

## Segeltypen
Es gibt eine nicht unerhebliche Anzahl von verschiedenen Segeltypen, wobei gleiche Segeltypen teilweise verschieden bezeichnet werden. Eine erklärende Aufstellung befindet sich im Hauptartikel.

## Aufbau und Ausrüstung des Segels

Ausrüstung eines Hochsegels (Großsegel)

### Der Kopf
Als Kopf wird bei dreieckigen Segeln die obere Ecke des Segels bezeichnet. Er ist auf modernen Booten durch das Kopfbrett (auch Kopfplatte), aus Holz, Leichtmetall oder Kunststoff, verstärkt. Am Kopf ist das Fall angeschlagen (befestigt), das zum Hochziehen des Segels dient. Bei den viereckigen Rah- und Gaffelsegeln wird die obere Kante des Segels als Kopf bezeichnet.

### Der Hals
Hals heißt bei dreieckigen Segeln die vordere untere Ecke des Segels. Er ist bei diesen Segeln durch den Stoßlappen verstärkt. Beim Spinnaker gilt jene Ecke des Segels als Hals, in welcher der Spinnakerbaum eingepickt (mittels einer Vorrichtung eingehängt) ist. Nicht zu verwechseln ist damit der Hals von Untersegeln (Rahsegeln), der aber nicht ein Teil des Segels, sondern Tauwerk ist.

### Das Schothorn
Das Schothorn ist bei Schratsegeln die hintere, untere Ecke des Segels. Bei Rahsegeln sind die Schothörner die unteren Ecken, an denen die Schoten – und bei Untersegeln zusätzlich die Hälse – befestigt sind. Segel sind an dieser Ecke in der Regel besonders verstärkt, da dort große Kräfte auftreten.

### Neck
Gaffeltoppsegel (Schratsegel) werden oft am Neck, das heißt etwa mittig zwischen Kopf und Hals, mit dem Neckfall noch zusätzlich an Mast bzw. Stenge befestigt, sofern traditionell keine Stagreiter o. Ä. benutzt werden.

### Die Lieken
Die Ränder der Segel werden als Lieken bezeichnet. Beim dreieckigen Segel werden drei Lieken unterschieden: das Vorliek (beim Großsegel am Mast, daher auch Mastliek genannt), das Unterliek (beim Großsegel auch als Baumliek, beim Vorsegel als Fußliek bezeichnet) und das Achterliek. Beim Großsegel sind Vor- und Unterliek oft durch ein Liektau oder einen Liekdraht verstärkt, um ein Ausreißen und Ausrecken des Segels zu verhindern. Oft ist im Achterliek eine Leine vorhanden, mit der die Achterliekspannung verändert und damit das Segel getrimmt werden kann. Das Vorsegel hat nur im Vorliek ein eingenähtes Liektau, das heute aus Stahldraht besteht.
Beim Gaffelsegel heißt das Liek an der Gaffel Oberliek oder Gaffelliek. Beim Rahsegel wird das an der Rah befindliche Liek Rahliek genannt, die beiden seitlichen Lieken werden als Steuerbord- oder Backbordliek oder als Seitenlieken bezeichnet.

### Die Segelbahnen
Die Segelbahnen (beim Segelmacher als Kleider bezeichnet) sind Tuchstreifen, aus denen das Segel zusammengenäht oder -geklebt ist. Durch entsprechenden Zuschnitt der einzelnen Bahnen wird die notwendige Segelwölbung (bei Schratsegeln) erreicht. Bei rechteckig geschnittenen Rahsegeln verlaufen die Bahnen senkrecht zur Rah. Bei Dreiecksegeln von Jollen und Yachten verlaufen sie üblicherweise senkrecht zur Sehne des Achterlieks (Horizontalschnitt) oder entlang der Lastlinien (Bi- oder Triradialschnitt), siehe Segelschnitte.

### Die Cunningham-Kausch

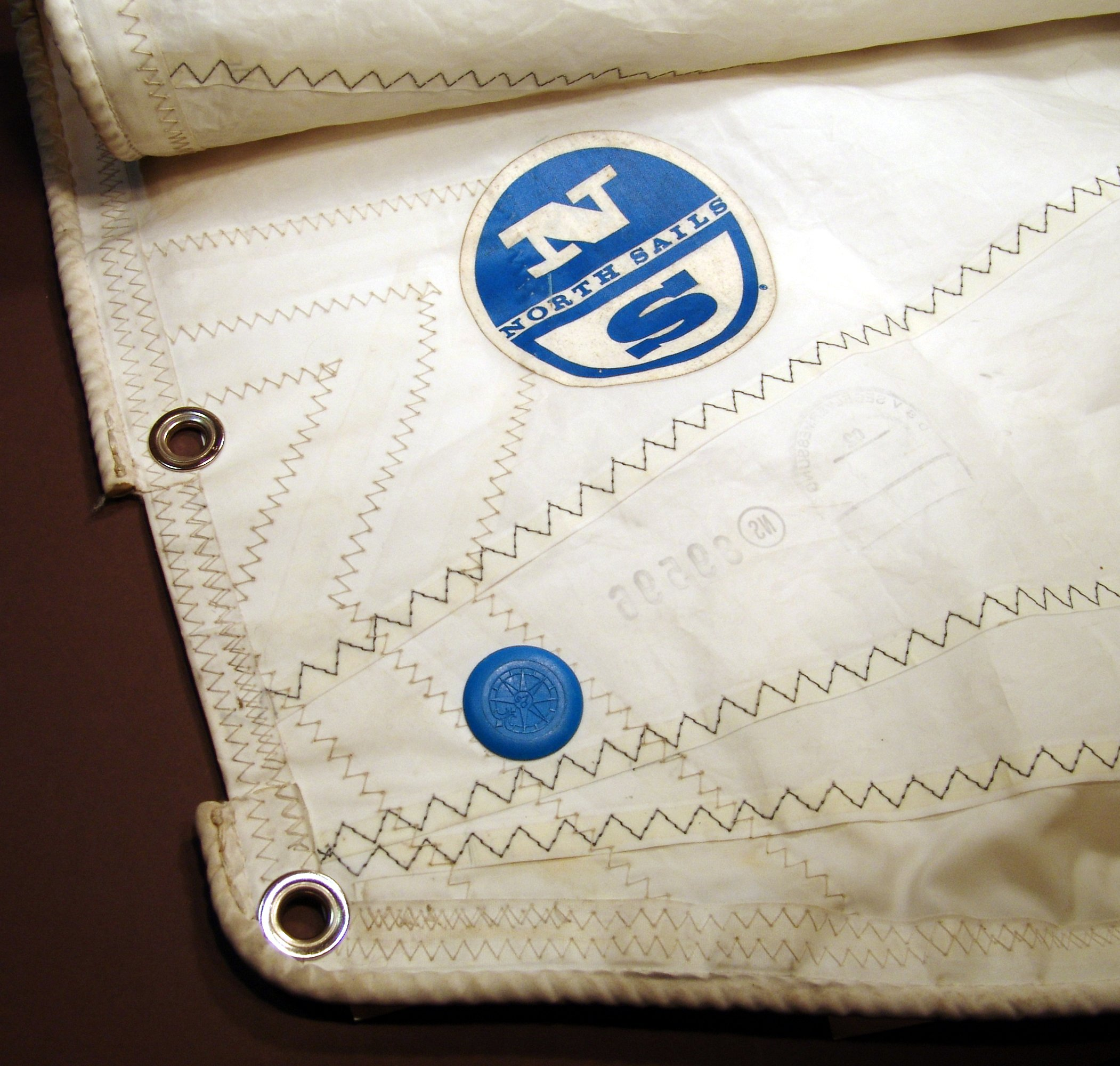
Cunningham-Kausch (zweite Öffnung von unten)

Die Cunningham-Kausch befindet sich in der Nähe des Vorlieks im unteren Bereich des Segels und dient zum Trimmen des Segels. Durch Strecken des Vorlieks (Hinunterziehen in Richtung des Halses) wandert die Wölbung (der Bauch) des Segels nach vorne und das Segelprofil wird insgesamt flacher.

### Die Segellatten
Die Segellatten sind schmale, biegsame, aus Eschenholz oder Kunststoff hergestellte Latten, die in die dafür vorgesehenen Lattentaschen eingeführt werden. Sie dienen der Formgebung des Segels und sollen das Achterliek ausstützen, damit der hintere Teil des Segels nicht killt (flattert). Beim Lattensegel verlaufen die Segellatten durchgehend vom Mast- bis zum Achterliek.

### Die Reffkauschen, Reffgattchen und Reffbändsel
Zum Reffen eines Lattengroßsegels mittels Bindereffs werden die in der jeweiligen Reffreihe vorhandene Reffkausch sowie die Reffgattchen und Reffbändsel verwendet. Ein Großsegel mit Rollreffanlage, das zum Reffen in den Mast oder Baum eingerollt wird, hat dagegen keine Reffreihen.

## Materialien für Segel
An das Material von Segeln wird eine Reihe von Anforderungen gestellt: Es soll luftundurchlässig, reißfest, formstabil, beständig gegen die UV-Strahlung und gegen Seewasser sein, es soll eine geringe Wasseraufnahme aufweisen und leicht sein. Segeltuche sollten auch leicht verarbeitbar und möglichst kostengünstig sein. Je nach Verwendungszweck treten dabei unterschiedliche Auswahlkriterien in den Vordergrund. Für den Antrieb eines kleinen Küstenfischerbootes ist etwa die Kostenfrage wichtiger als für ein Hochleistungs-Regattasegel.
In der Vergangenheit bestanden Segel überwiegend aus pflanzlichen Geweben, aber auch aus Tierhäuten wie bei den Segeln der Eskimos. Heute werden Segel überwiegend aus Kunstfasern gefertigt.

### Natürliche Materialien

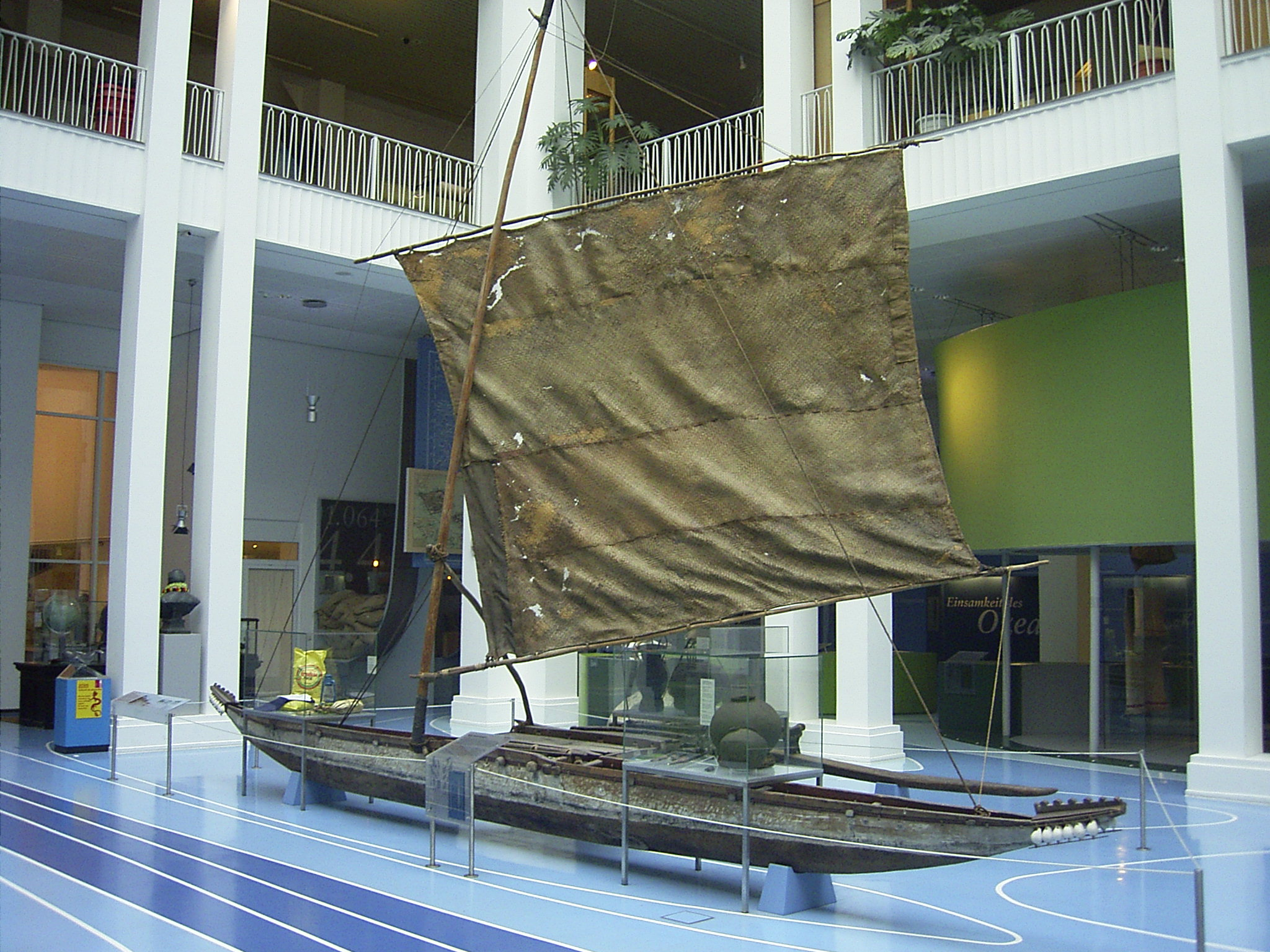
Auslegerboot mit Rahsegel aus Pandanus-Blattstreifengeflecht

Als Material für Segel dienten früher Gewebe, Tuch aus fast jeder verfügbaren Naturfaser. Auch heute sind für kleine Boote in ärmeren Weltgegenden Segel aus allen möglichen lokal verfügbaren Materialien in Gebrauch. Selten werden dabei jedoch tierische Fasern verwendet.
Aus dem „Alten China“ ist bekannt, dass im frühen 15. Jahrhundert die Segel der sogenannten Schatzschiffe aus roter Seide gefertigt waren. Nordische Langschiffe wurden oft mit Wollsegeln gefahren, wobei der natürliche Fettgehalt der Wolle einer speziellen langhaarigen Schafrasse verhindert haben soll, dass die Segel zu viel Wasser aufnahmen. In Skandinavien wurde auch häufig Nesselstoff für Segel verwendet.
In südlichen Gebieten, wie zum Beispiel in Polynesien, wurden bis ins 20. Jahrhundert Segel aus geflochtenen Palmblatt- oder Pandanusblattstreifen für die traditionellen Auslegerboote verwendet.
In der Vergangenheit wurde Segeltuch aber überwiegend aus Hanf oder Leinen hergestellt, sofern diese Materialien verfügbar waren. Am Anfang des 19. Jahrhunderts wurde Hanf und Leinen als Segeltuchmaterial langsam durch die billigere Baumwolle verdrängt, auch dadurch dass die Segel größer wurden und Baumwollsegel leichter sind (Baumwolle kann viel feiner verzwirnt und fester gewebt werden) als Leinen- oder Hanfsegel. Die Baumwollsegel sind auch weniger porös, dadurch halten diese Segel den Wind besser und sie halten ihre Form besser.
Sportsegler verwendeten für ihre Boote bis zur Einführung synthetischer Segeltuche fest gewebte Baumwollsegel. Neben der geringeren Formstabilität haben Baumwollsegel den Nachteil, dass sie nicht feucht zusammengelegt gelagert werden dürfen, da sie sonst durch Schimmelpilze verstocken. Auch die aus Naturfasern bestehenden Liektaue quollen bei Feuchtigkeit auf und ließen sich in der jeweiligen Keep nur noch schwer bewegen.
Segel aus Naturfasern werden heute noch bei einigen Traditionsseglern benutzt. Ansonsten wurden diese Materialien durch Chemiefasern ersetzt, da diese nicht verrotten, langsamer verschleißen und eine bessere Formstabilität (geringeres Reck) aufweisen.

### Künstliche Materialien
Moderne Segel lassen sich grob in drei Arten aufteilen:
1. Segel aus gewobenem Segeltuch, zum Beispiel aus Polyester (Markenname: Dacron), in unterschiedlichsten Qualitäten und Ausführungen;
2. Laminatsegel (manchmal als Sandwichsegel bezeichnet), bei welchen Fasern, sogenannte Gelege, mit Folien oder Polyestergewebe verklebt werden;
3. Membransegel – das sind Laminatsegel, bei welchen verstärkende Fasern bereits bei der Produktion des Segels gemäß der zu erwartenden Lastlinien eingeschweißt werden.

In der Folge eine Aufstellung verschiedener, heute verwendeter Chemiefasern zur Herstellung von Segeln:
Polyamid (Markenname: Nylon)

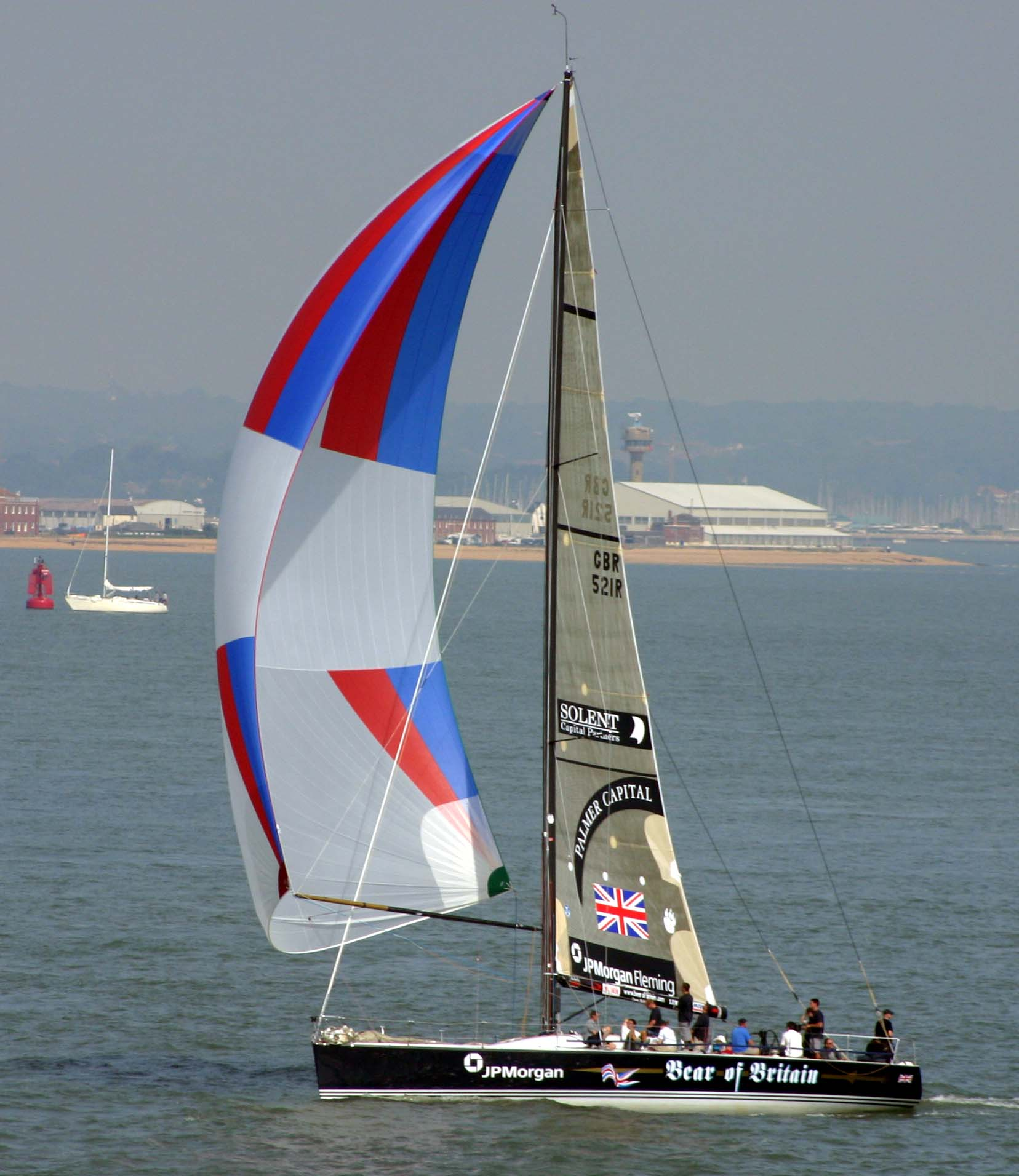
Farbiger Nylon Spinnaker

Die Stärken des Materials liegen im geringen Gewicht bei relativ hoher Festigkeit. Als Schwäche kann die große Elastizität angesehen werden.

Zielgruppe: Tuch für Spinnaker und Cruising-Gennaker
Polyester (Markennamen: Dacron, Diolen, Trevira, Terylene, Tetoron, Pentex, Mylar)

Die großen Vorteile des Materials liegen in seiner Robustheit und Haltbarkeit. Es gibt eine große Auswahl an Tuchgewichten und Qualitäten. Nachteile sind die geringe Formstabilität und der relativ hohe Reck.

Zielgruppe: Regatta- und Fahrtensegler
Polyethylennaphthalat (PEN, Markenname: PenTex)

Das Material ist doppelt so reckfest wie Polyester und liegt preislich zwischen Polyester und Aramid. Es ist nicht als gewebtes Tuch, sondern nur als Gelege im Laminat erhältlich.

Zielgruppe: Vielsegler im Fahrten- und Regattabereich

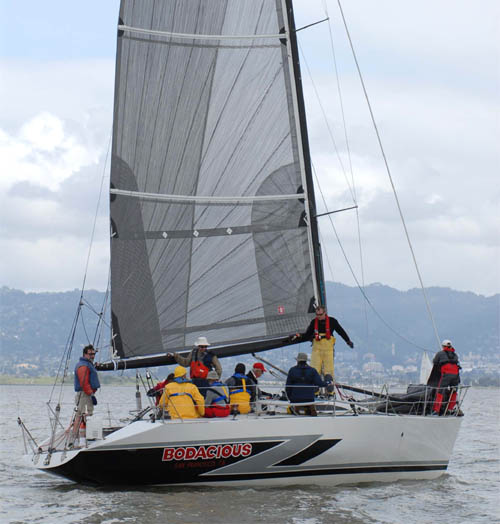
Carbon Hauptsegel mit typischer grauer und schwarzer Farbe

Thermotropisches Flüssigkristallpolymer (TLCP, Markenname: Vectran)

Vectran hat ähnlich günstige mechanische Eigenschaften wie Aramid, ist aber langlebiger. Es ist allerdings empfindlich gegen UV-Strahlen.
Zielgruppe: Fahrten- und Fahrtenregattasegler auf höchstem Niveau
Aramid (Markennamen: Kevlar 29, Twaron, Technora Black)

Kevlar hat eine höhere Zugfestigkeit als Stahl und ist die erste Hightech-Faser im Segelbereich. Schwächen sind die Knick- und UV-Empfindlichkeit.

Zielgruppe: Regattasegler

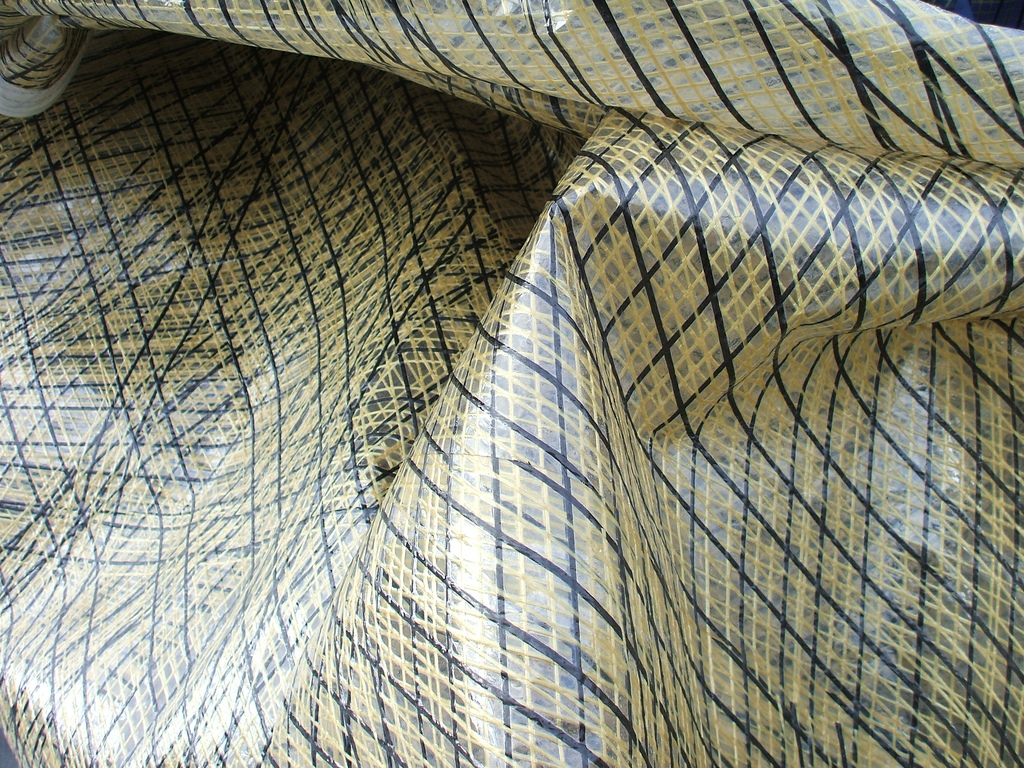
Kevlar-Carbon-Segel

Hochmodul-Aramid (Markennamen: Kevlar 49, Kevlar Edge, Twaron HM)

Das Material ist extrem dehnungsarm, jedoch knick- und UV-empfindlich.

Zielgruppe: Top-Regattasegler
Ultra-Hochmolekulares Polyethylen (PE-UHMW, Markennamen: Spectra, Dyneema)

Die Stärken des Materials liegen in dessen hoher Bruchlast, dem leichten Handling und der guten UV-Beständigkeit. Es weist einen geringen, profilverändernden Langzeitreck auf.

Zielgruppe: Langfahrtsegler
Kohlenstofffaser (Carbon)

Das Material ist leicht, weist eine geringe Dehnung auf und ist resistent gegenüber UV-Strahlung. Es gibt aber große Qualitätsunterschiede, Segel aus Kohlenstofffasern sind sehr knickempfindlich und teuer.

Zielgruppe: Top-Regattasegler
Zylonfaser (PPBO) Poly(p-phenylen-2,6-benzobisoxazol)

Zylon-Fasern besitzen ausgesprochen gute Eigenschaften. Wenig Reck und hohe Formbeständigkeit aufgrund hoher Festigkeit. Jedoch wenig UV-beständig, teurer als Aramid, mit kürzerer Lebensdauer.

#### Technische Daten künstlicher Materialien im Vergleich
Hinweise zu den Angaben in der Tabelle:

Die Einheit g/den bedeutet Gramm pro Denier. Eine 1-denier Polyester-Faser hat einen Durchmesser von zirka 10 Mikrometer (0,01 mm).

Elastizitätswert: Ein höherer Zahlenwert bedeutet eine geringere Elastizität. Segel mit geringer Elastizität haben den Vorteil, dass sie auch bei hoher Belastung die Form behalten.

UV-Beständigkeit: Nach der angegebenen Monatszahl hat sich die Bruchlast auf die Hälfte des Neuwertes verringert (gilt für subtropische Gewässer, beispielsweise das Mittelmeer).

Knickverlust: Die Prozentangabe ist der Bruchlastverlust nach 60 Knickbewegungen.
| Material                    | Elastizitätswert | Bruchlast   | UV-Beständigkeit | Knickverlust |
| --------------------------- | ---------------- | ----------- | ---------------- | ------------ |
| Polyamid                    | 45 g/den         | 9,5 g/den   | 3–4 Monate       | 0 %          |
| Polyester                   | 80–120 g/den     | 8 g/den     | über 7 Monate    | 0 %          |
| Polyethylennaphthalat (PEN) | 250 g/den        | 10 g/den    | 6 Monate         | 4 %          |
| Polyester hochfest          | 510 g/den        | 23 g/den    | 1–2 Monate       | 15 %         |
| Aramid                      | 540 g/den        | 28 g/den    | 3–4 Monate       | 7 %          |
| Standard-Aramid             | 600 g/den        | 23 g/den    | 2–3 Monate       | 25 %         |
| Hochmodul-Aramid            | 940 g/den        | 24 g/den    | 2–3 Monate       | 27 %         |
| Polyethylen hochfest        | 1250 g/den       | 33 g/den    | 6–7 Monate       | 0 %          |
| Kohlenstofffaser, Carbon    | 1200–2400 g/den  | 20–40 g/den | kein Einfluss    | 30–100 %     |

Quelle: Fachmagazin Yachtrevue, Ausgabe 4/2006

## Segelschnitte

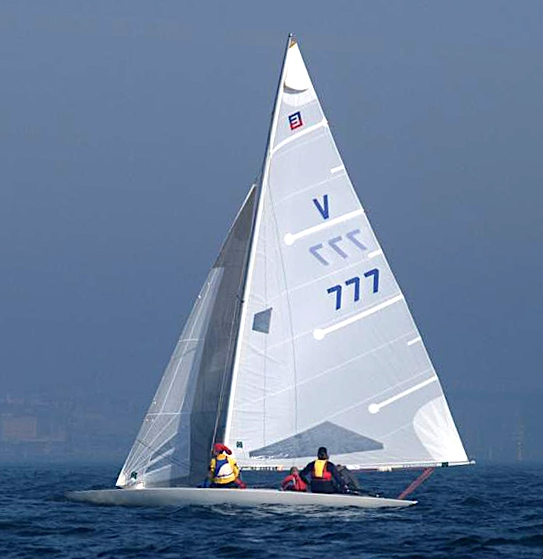
Großsegel mit Horizontalschnitt, Vorsegel mit Radialschnitt (siehe helle Streifen (Nähte) im Segel)

Segel sind aus einer mehr oder weniger großen Anzahl von Tuchstreifen, den sogenannten Segelbahnen, gefertigt. Je nach Form dieser Segelbahnen und dem entsprechenden Verlauf der Nähte, mit denen sie zusammengehalten werden, wird von unterschiedlichen Segelschnitten gesprochen. Der Segelschnitt hat Einfluss auf die Haltbarkeit und Leistungsfähigkeit des Segels.
Segel sollten unter hoher Belastung möglichst formstabil sein. Einen wesentlichen Einfluss auf die Formstabilität hat das Reck (die Dehnbarkeit) des Segeltuchs. Das Reck soll möglichst gering sein. Polyestertuche beispielsweise haben in Kett- und Schussrichtung (in Richtung der Längs- und Querfäden) ein geringes Reck, diagonal dazu ist das Reck jedoch groß. Durch verschiedene Schnitte wird versucht, dieser Tatsache Rechnung zu tragen, damit das Gewebe beim Segeln möglichst nicht diagonal belastet wird.
Der Horizontalschnitt oder Cross-Cut ist der meistgefahrene und bewährteste Segelschnitt bei Großsegeln. Bei diesem Schnitt laufen die Nähte etwa parallel, rechtwinklig zur Sehne des Achterlieks, bei Rahsegeln rechtwinkelig zum Rahliek. Dieser Schnitt ist preiswert in der Herstellung, robust in der Handhabung und im Allgemeinen am langlebigsten.
Der Laschenschnitt ist ein oft verwendeter Segelschnitt bei Vor- oder Stagsegeln (Fock). Dabei verläuft eine Diagonalnaht, Lasching genannt, vom Schothorn, in Richtung des Schotzuges, zum Vorliek des Segels. Von der Lasching aus verlaufen die Bahnen annähernd senkrecht zum Unterliek und zum Achterliek.
Beim Radialschnitt (Tri- oder Vollradialschnitt) verlaufen die Nähte sternförmig etwa aus der Mitte des unteren Segeldrittels zu den drei Ecken des Segels beziehungsweise strahlenförmig von diesen weg. Dieser Schnitt wird vor allem bei Vorsegeln verwendet, da die Krafteinleitung ins Segel beim Schothorn in diagonaler Richtung erfolgt.

Horizontalschnitt
Biradialschnitt
Voll- oder Triradialschnitt

## Aerodynamik des Segels
Die Konstruktion von Segeln wird durch die Gesetze der Aerodynamik bestimmt. Sie sind aeroelastische Tragflächen.
Das vom Wind angeströmte Segel nimmt eine gewölbte Form (Bauch) an und entwickelt eine Kraft, die proportional zum Produkt aus der Segelfläche und dem Quadrat der sogenannten scheinbaren Windgeschwindigkeit ist, das ist die auf dem Schiff wahrgenommene (und somit auf ihm messbare) Windgeschwindigkeit, welche mathematisch dem Ergebnis einer vektoriellen Addition der wahren Windgeschwindigkeit und der Geschwindigkeit des Schiffes entspricht. Die Kraft wirkt senkrecht zur Fläche des Segels in Richtung Lee. Einfluss auf die Größe der Kraft hat neben Form und Größe des Segels und der Windgeschwindigkeit auch der Anströmwinkel des Windes auf das Segel. Je nach Anströmwinkel überwiegt entweder die Komponente Antrieb durch Widerstand oder die Komponente Antrieb durch Auftrieb.

### Antrieb durch Widerstand
Beim Antrieb durch Widerstand entsteht eine Kraft auf das Segel, wenn dieses die Luftströmung abbremst oder unterbricht. Die Größe der Kraft ist abhängig von der Größe der Segelfläche und von deren Strömungswiderstandskoeffizienten (cw-Wert). Der Strömungswiderstandskoeffizient ist am größten, wenn das Segel die Form einer hohlen Halbkugel hat (cw-Wert≈1,4). Deshalb sind auch spezielle Segel für Vorwindkurse, wie Spinnaker, sehr bauchig geschnitten und haben eine große Segelfläche.

### Antrieb durch dynamischen Auftrieb (Tragflächeneffekt)

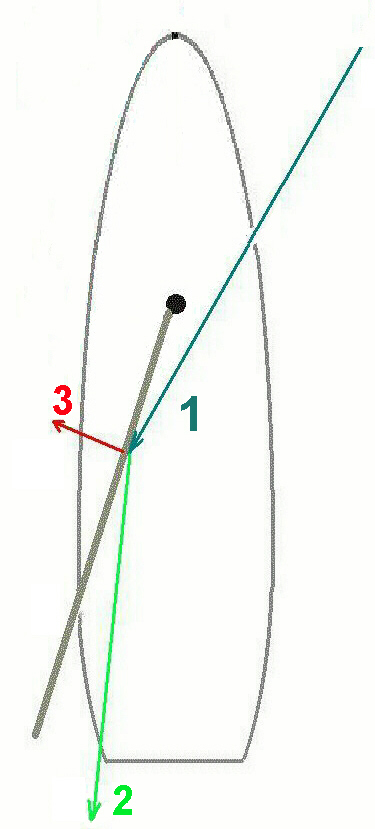
1 Luftstrom
2 umgel. Luftstrom
3 Kraft auf das Segel

Werden Segel in einem bestimmten Winkel (Anstellwinkel etwa 5° bis 30°) angeströmt, funktionieren sie nach den gleichen Prinzipien wie die Tragfläche eines Flugzeugs oder der Flügel eines Hängegleiters. Wird der Anstellwinkel größer, reißt die Strömung ab und es überwiegt der Anteil Antrieb durch Widerstand (siehe oben).
Die am Segel entlang streichende Luft bewirkt eine Kraft, die etwa am ersten Drittel angreift und im Wesentlichen senkrecht zum Tuch steht. Sie ist das Resultat unterschiedlicher aerodynamischer Vorgänge:
Durch die Umlenkung des Luftstromes auf der Luvseite des Segels entsteht nach dem dritten Newtonschen Gesetz (Kraft = Gegenkraft) eine Kraft auf das Segel. Die Größe dieser Kraft entspricht der Impulsänderung der mittels des Segels umgelenkten Luftmasse pro Zeitspanne (siehe stark vereinfachte Skizze rechts).
Die Leeseite des Segels beschleunigt sehr effektiv die benachbarte Luft nach hinten. Wenn sich nach Umströmung des Segels die beschleunigte Luft der Leeseite mit der weniger beschleunigten Luft der Luvseite des Segels vereinigt, ergibt sich eine Umlenkung der Strömung mit einer vektoriellen Beschleunigungskomponente senkrecht zum Segel in Richtung Luv. Daraus ergibt sich eine gleich große Gegenkraft auf das Segel in Richtung Lee, aufgrund des dritten Newtonschen Gesetzes.
Wird die Luftströmung um das Segel im Detail betrachtet, ist festzustellen, dass die Luft auf der Leeseite des Segels schneller fließt als auf der Luvseite. Dies führt gemäß dem Bernoulli-Effekt zu erhöhtem Druck auf der Luvseite und verringertem Druck auf der Leeseite des Segels. Auch dieser Druckunterschied erklärt die Kraft auf das Segel.
Wenn Segel nahe beieinander angeordnet sind, können sie sich positiv beeinflussen. Ein Beispiel ist die langgestreckte Düse, die sich bei Sluptakelung im Raum zwischen Vorsegel und Großsegel ausbildet. In dieser Düse herrscht auf Grund des Venturi-Effektes eine höhere Strömungsgeschwindigkeit als in der Umgebung. Dadurch entsteht zusätzlicher Auftrieb am Großsegel. Die Ansicht, dass es zwischen Vor- und Großsegel zu einer Düsenwirkung kommt, ist allerdings umstritten.

## Anwendungsgebiete von Segeln
Ein großer Teil der heute hergestellten Segel wird auf Segelschiffen, Segelyachten und Segelbooten verwendet. Aber auch beim Windsurfen, Eis- und Strandsegeln kommen spezielle Segel zum Einsatz. Da diese Fahrzeuge auf bestimmten Kursen sehr hohe Geschwindigkeiten erreichen, müssen die Segel aus aerodynamischen Gründen sehr flach (mit wenig Bauch) geschnitten sein.

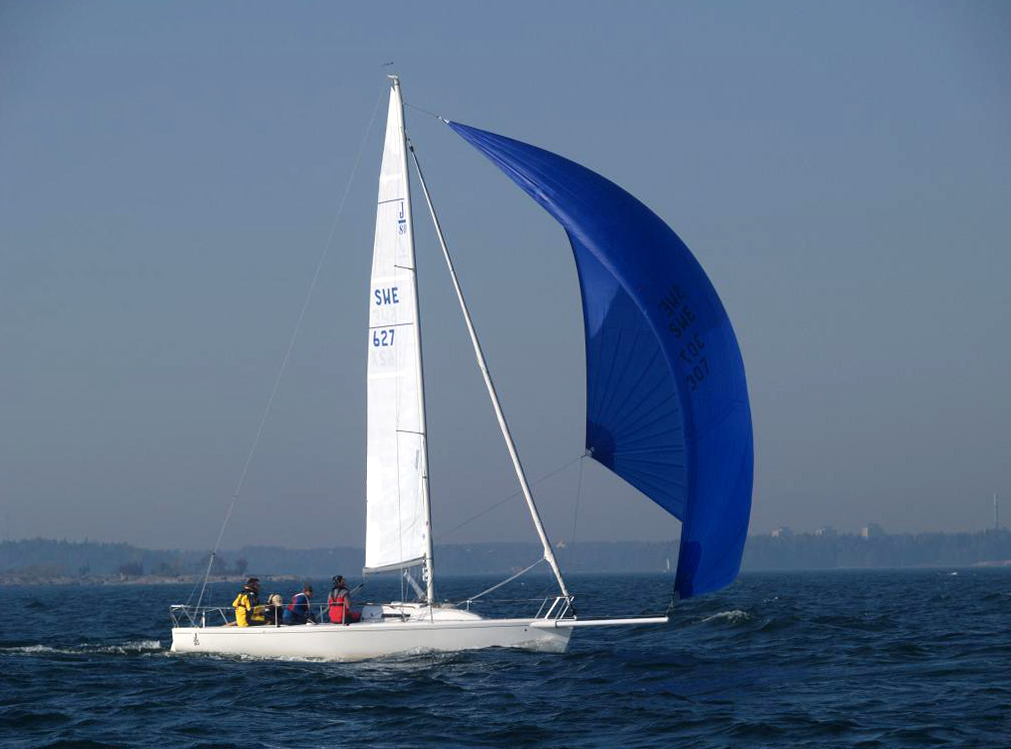
Segler
Windsurfer
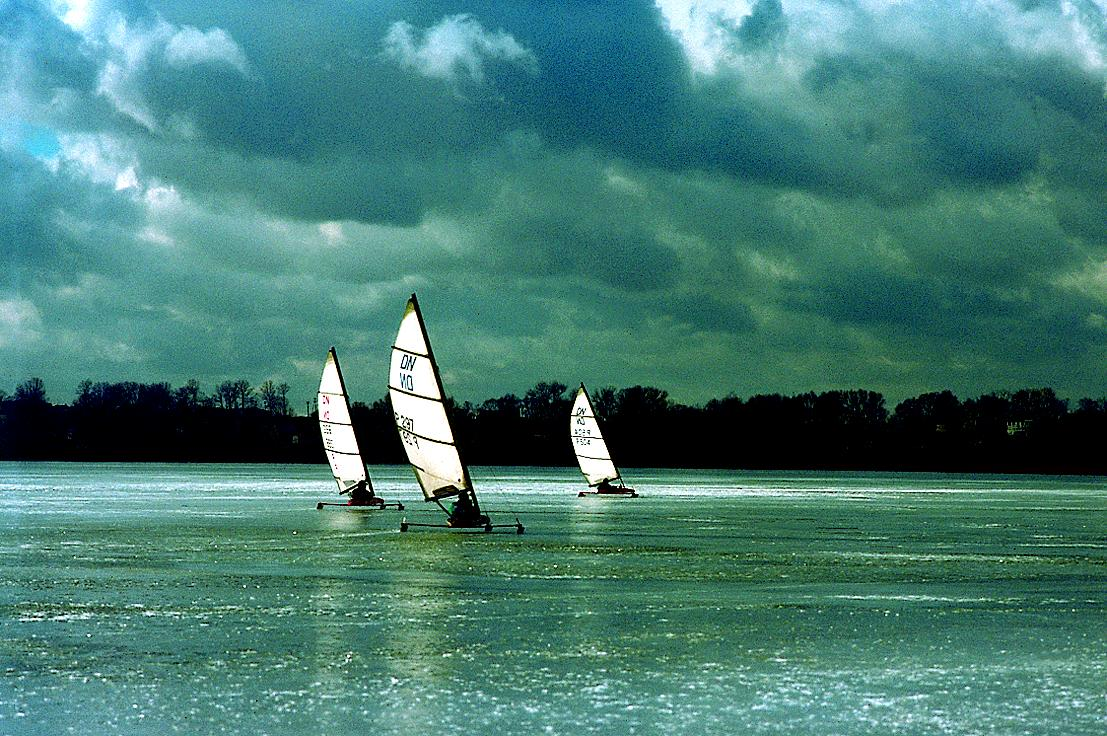
Eissegler
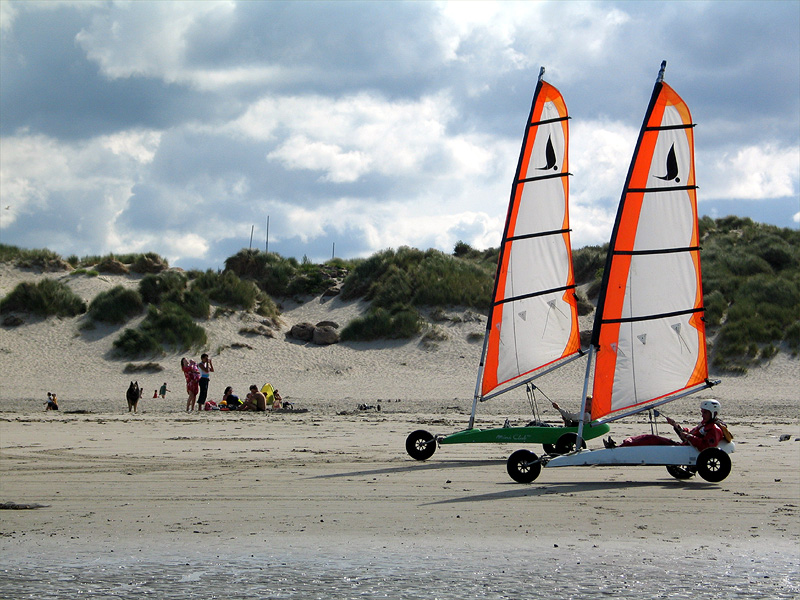
Strandsegler